# Louredo (Vieira do Minho)
Louredo es una freguesia portuguesa del concelho de Vieira do Minho, con 7,45 km² de superficie y 479 habitantes (2001). Su densidad de población es de 64,3 hab/km².